# 설화
설화(說話 · traditional story)는 일정한 구조를 가진 꾸며낸 이야기로 보통 입에서 입으로 전해 내려오는 이야기를 말한다.

## 개념
구비문학(口碑文學)의 일종으로 각 민족에게는 그 민족 고유의 설화들이 내려온다. 설화의 종류는 신화, 전설, 민담 등이 있으며 각각 조금씩 다른 특성을 보인다. 신화는 천지의 창조, 민족이나 성씨의 시조 탄생 등 신성한 이야기를 의미하며, 전설은 어떤 지명이나 성명에 얽힌 이야기이며, 민담은 흥미 위주로 창작된 이야기이다.
설화에는 민족의 전통 사상과 가치관, 정서, 문화가 담겨 있으며, 설화를 기반으로 끊임없이 새로운 문학이나 예술이 만들어진다. 설화는 원래 설화가 갖는 성격으로 전설이나 신화의 구별이 모호하다. 특히 전설이나 민담은 설화가 갖는 성격과 비슷하여 서로 혼입된 경우가 많다.
따라서 설화가 입으로 전해지면 구전설화라 하고, 구전되던 설화가 문자로 기록되면 문헌설화라고 한다. 그러므로 구전설화가 구비문학에 속하는 것이라면, 문헌설화는 기록문학에 속한다. 구비문학의 여러 다른 장르가 그러한 것처럼 설화의 생명은 구전된다는 데 있다.

## 설화의 특징
설화의 특징은 일상적인 신변잡담이나 말로 전하는 역사적 사실 등은 설화의 범주에 들어가지 않는 데에 있다. 보통의 말로써 이루어지며 이야기의 구조에 힘입어 전승된다. 즉, 화자는 이야기의 세세한 부분을 그대로 기억하여 고스란히 그것을 전승하는 것이 아니라 그 이야기의 핵심 되는 구조를 기억하고 이것에 화자(話者) 나름의 수식을 덧붙여서 전승하게 된다. 그렇기 때문에 설화는 구전에 적합하게 단순하면서도 잘 짜인 구조를 지니며, 표현 역시 복잡하지 않다.
설화는 반드시 화자와 청자의 관계에서, 화자가 청자를 대면하여 청자의 반응을 의식하면서 구연된다.
일반적으로 화자와 청자의 신분은 민중이라고 일컫고 있으나 꼭 그런 것만은 아니다. 설화 중에는 양반이나 지식인 사이에서 발생하여 전승되는 것들도 제법 많다. 설화가 문자로 정착될 기회를 많이 가진 것도 양반이나 지식인의 참여가 있었기 때문에 가능했을 것이다.
문헌설화는 이미 구전을 벗어나고 가변성이 제거되어 엄밀하게 따지면 이미 설화가 아니나, 문자로 정착되기 전에는 구비전승되었을 것이고, 설화로서의 구조와 표현이 의식적으로 바뀌지 않았다면 설화의 범주에 포함할 수 있을 것이다.
설화라는 용어 대신에 고담(古談)·석화(昔話)·민담(民譚) 등을 쓰기도 하나 고담·석화에는 그 용어 자체에 시간적인 제약이 내포되어 있다는 점에서, 또한 민담은 설화의 하위분류 가운데 하나인 민담과 혼동될 수 있다는 점에서 설화의 대치어로는 부적당하다.
설화의 분류는 시대와 장소, 그리고 학자에 따라 매우 다양하지만, 보통 신화(神話, myth)·전설(傳說, legend)·민담(民譚, folktale)으로 나누고 있다. 그러나 이 셋 사이에 분명한 경계가 있는 것은 아니며, 서로 넘나들기도 하고 상호 전환되기도 한다.
따라서 이러한 3분법의 부당성을 지적하고, 설화의 하위분류를 동물담·소담·형식담·신이담·일반담으로 나누는 5분법설이 제기되기도 하였다. 또한, 전승자의 태도, 시간과 장소, 증거물로 구별하기도 한다. 또한, 설화나 전설의 특성은 현장성에 있다. 그래서 문헌설화의 경우 그것은 원래 구전설화의 기록이며, 일단 그것이 기록되어 버리면 생명력은 없다고 볼 수 있다. 기록된 설화가 다시 민중 속에서 구전될 때에야 비로소 그 문헌설화는 생명을 가지게 되는 것이다.
설화의 현장성은 이처럼 중요하다. 문헌설화가 문자를 해득할 수 있는 일부의 유식 계급 사이에서만 행해졌던 반면에, 구전설화는 문자의 사용이 시작된 뒤에도, 오랫동안 문자와는 관계가 없었던 대다수의 민중 사이에서 구전된 문학이다.
설화연구를 위한 구전설화의 자료 및 채록은 중요하고 기본적인 것이다. 어느 학문이건 자료가 필요하지 않은 경우는 없겠지만, 설화자료는 특히 현지조사에서 직접 얻은 원문 그대로의 것, 그래서 현장성이 있는 자료이어야 한다는 요구를 받는다.

## 설화의 자료
설화자료의 채록은 ≪삼국사기≫·≪삼국유사≫·≪고려사≫ 등의 역사서나 ≪세종실록지리지≫·≪동국여지승람≫ 등 여러 읍지와 같은 지리서 속에서 찾아볼 수 있는데, 본격적인 설화집 간행은 15세기 후반부터 시작되었다.
서거정(徐居正)의 ≪태평한화골계전≫(太平閑話滑稽傳), 성현(成俔)의 ≪용재총화≫(慵齋叢話), 강희맹(姜希孟)의 ≪촌담해이≫(村談解頤) 등이 대표적이고, 이들에 이어 17세기 전반에 유몽인(柳夢寅)의 ≪어우야담≫(於于野譚)이 나타났고, 19세기에는 ≪계서야담≫(溪西野談)·≪청구야담≫(靑邱野談)·≪동야휘집≫(東野彙集)·≪동패낙송≫(東稗洛誦) 등의 설화집이 나왔다.
이 무렵에 간행된 설화집 가운데 의미 있는 것은 심의린(沈宜麟, 1894∼1951)의 ≪조선동화대집≫(朝鮮童話大集)인데, 설화력(說話歷)은 기재되어 있지 않으나 한국인의 손으로 이루어졌고, 92편이나 되는 많은 설화가 채록된 점이 주목된다.
1960년대 말까지만 해도 학술연구에 이용할 만한 자료집의 출간은 거의 없었다. 그러나 1969년부터 1981년까지 문화재관리국에 의해 도별 ≪한국민속종합조사보고서≫(韓國民俗綜合調査報告書)가 간행되었으며, 개인과 학회에 의해 조사 보고도 활발하게 진행되었다.
그 가운데서도 1979년에 시작하여 1980년부터 자료집이 나오기 시작한 한국정신문화연구원의 ≪한국구비문학대계≫(韓國口碑文學大系)는 전국의 각 군을 대상으로 한 자료집으로서, 구연 현장의 상황, 제보자, 그 지역의 역사·사회·문화 등을 수록하고, 구술자의 원문을 그대로 채록하는 등 자료 수집의 표본을 보여주는 기념비적인 것으로 설화의 소중한 가치로 보관되고 있다.

## 같이 보기
- 민담
- 전설
- 신화